# Habenaria microceras
Espèce
Synonymes
- Montolivaea microceras (Hook.f.) Szlach.[1]
- Peristylus preussii (Kraenzl.) Rolfe[1]
- Platanthera preussii Kraenzl.[1]
- Pseudoperistylus microceras (Hook.f.) Szlach. & Olszewski[1]

Statut de conservation UICN

 NT  : Quasi menacé
Habenaria microceras Hook.f. est une espèce de plantes la famille des Orchidaceae et du genre Habenaria, subendémique du Cameroun.

## Description
Habenaria microceras est une plante mesurant entre 30 et 70 cm de haut avec des feuilles elliptiques mesurant de 3 à 10 cm de long. Ses fleurs vertes poussent en grappe de 10 à 25 cm de long.

## Habitat et distribution
Habenaria microceras est une plante qui pousse dans les prairies montagnardes du Cameroun et de la Guinée équatoriale (Bioko). C'est une plante qui vit parfois en écotone avec la forêt et elle est rarement épiphyte